# Florémont
Florémont település Franciaországban, Vosges megyében. Lakosainak száma 473 fő (2022. január 1.). Florémont Rugney, Savigny, Socourt, Avrainville, Brantigny és Charmes községekkel határos.

## Népesség
A település népességének változása:
| Lakosok száma | 436  | 441  | 451  | 449  | 455  | 462  | 477  | 475  | 473  |
|               | 2013 | 2015 | 2016 | 2017 | 2018 | 2019 | 2020 | 2021 | 2022 |